# Мулай Хануссі
Мулай Хануссі (араб. مولاي إدريس الخنوسي, нар. 21 червня 1939) — марокканський футболіст, що грав на позиції захисника.

## Кар'єра
На клубному рівні виступав за команду МАС.
Хануссі брав участь у літніх Олімпійських іграх 1964 року в Японії, де його збірна не вийшла з групи, програвши Угорщині і Югославії з рахунком 6:0 і 3:1 відповідно, а Хануссі на поле не виходив.
У складі національної збірної Марокко був учасником чемпіонату світу 1970 року у Мексиці, де Марокко посіло останнє місце в групі, а Хануссі взяв участь у всіх трьох матчах — проти ФРН (1:2), Перу (0:3) та Болгарії (1:1).